# 墨西哥動胸龜
墨西哥動胸龜（學名：Kinosternon integrum）為動胸龜屬下的一種龜。只發現於墨西哥。